# Czełma (przystanek kolejowy)
Czełma (ros. Челма) – przystanek kolejowy w opuszczonej miejscowości Czełma, w rejonie podporożskim, w obwodzie leningradzkim, w Rosji. Położony jest na linii Wołchow - Murmańsk.

## Historia
Stacja kolejowa powstała podczas I wojny światowej, na zbudowanej wówczas murmańskiej drodze żelaznej. Przebudowana do przystanku w XXI w.